# H-кобордизм
{\displaystyle h}-кобордизм — бордизм {\displaystyle (W;M,M')}, где {\displaystyle W} —
компактное дифференцируемое многообразие, край которого {\displaystyle \partial W} — объединение непересекающихся замкнутых многообразий {\displaystyle M} и {\displaystyle M'}, являющихся деформационными ретрактами {\displaystyle W}.
Простейший пример — тривиальный {\displaystyle h}-кобордизм {\displaystyle (M\times [0,1];M\times 0,M\times 1)}.
Многообразия {\displaystyle M} и {\displaystyle M'} называются {\displaystyle h}-кобордантными,
если существует {\displaystyle h}-кобордизм {\displaystyle (W;M,M')} соединяющий их.
Теорема об {\displaystyle h}-кобордизме: если {\displaystyle (W;M,M')} — {\displaystyle h}-кобордизм, где {\displaystyle M} и {\displaystyle M'} — односвязные гладкие (или кусочно линейные) многообразия и {\displaystyle \operatorname {dim} W\geqslant 6}, то {\displaystyle W} диффеоморфно (кусочно линейно изоморфно) тривиальному {\displaystyle h}-кобордизму. В частности, {\displaystyle M} диффеоморфно {\displaystyle M'}. Результат получен Стивеном Смейлом, который использовал его в доказательстве обобщённой гипотезы Пуанкаре в размерностях, бо́льших четырёх.
Если убрать условие односвязности кобордантных многообразий {\displaystyle M} и {\displaystyle M'}, то препятствием к тривиальности кобордизма между ними является кручение Уайтхеда. Теорема об {\displaystyle s}-кобордизме гласит, что кобордизм между двумя многообразиями является тривиальным тогда и только тогда, когда кручение Уайтхеда обнуляется.